# 東邦大学佐倉看護専門学校
東邦大学佐倉看護専門学校 （とうほうだいがくさくらかんごせんもんがっこう）は、千葉県佐倉市下志津292-13にあった私立看護専門学校。東邦大学医療センター佐倉病院に併設されていた。学校法人東邦大学が経営を行っていた。校長は、拝原優子。

## アクセス
- 京成電鉄本線ユーカリが丘駅より病院送迎バスで約7分

## 歴史
- 1991年 - 開校。
- 2017年 - 東邦大学習志野キャンパスに健康科学部看護学科設置に伴い、募集停止。
- 2019年 - 3月31日を以って閉校となった。